# Massa Lubrense
Massa Lubrense es un municipio italiano localizado en la ciudad metropolitana de Nápoles, región de Campania. Cuenta con 14.068 habitantes en 19,84 km². Se encuentra ubicado en la península Sorrentina.
El territorio municipal contiene las frazioni (subdivisiones) de Acquara, Annunziata, Casa, Marciano, Marina del Cantone, Marina della Lobra, Marina di Puolo, Metrano, Monticchio, Nerano, Pastena, San Francesco, Sant'Agata sui Due Golfi, Santa Maria della Neve, Schiazzano, Termini y Torca. Limita con el municipio de Sorrento.

## Galería

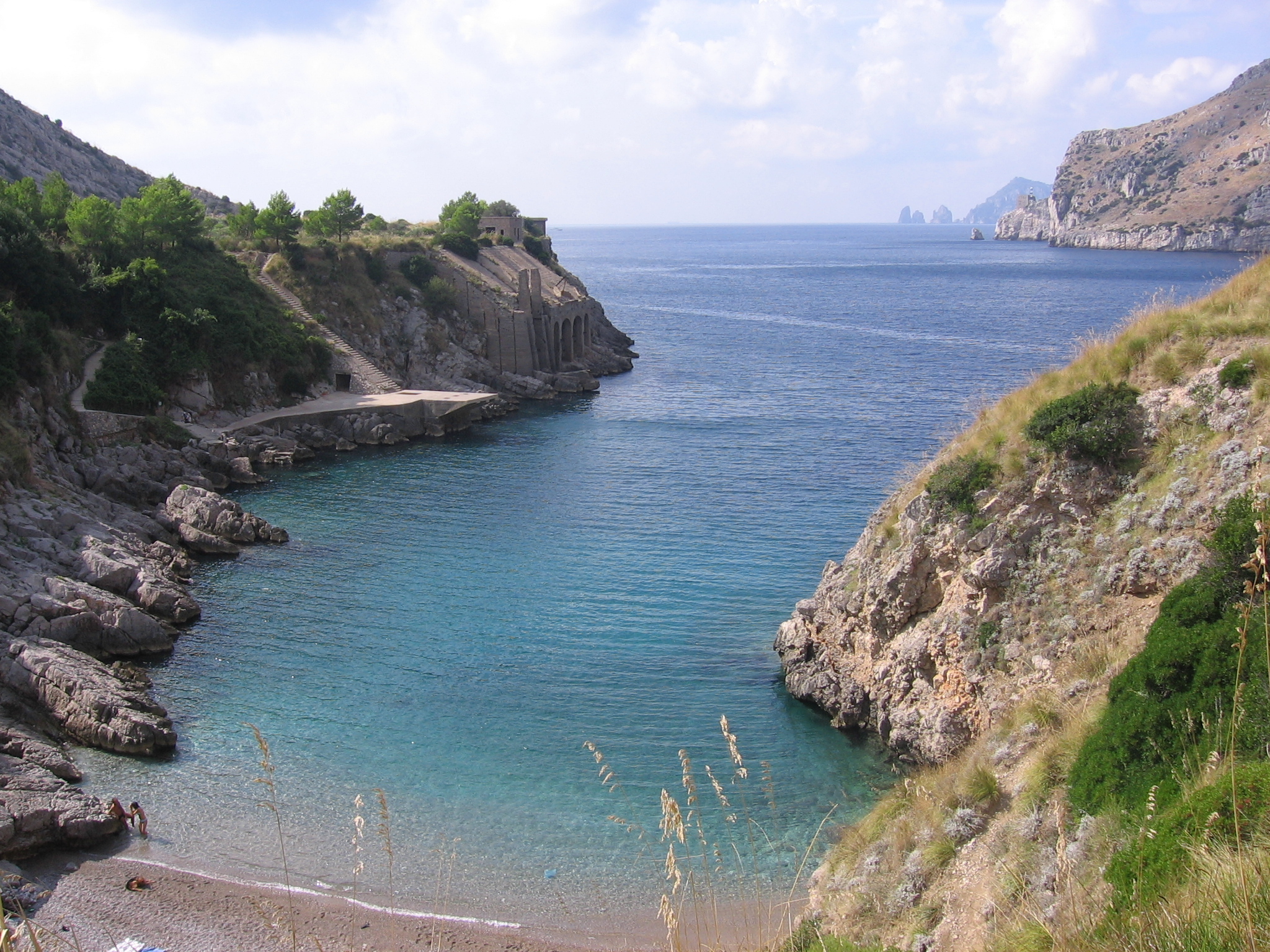
Bahía de Ieranto.
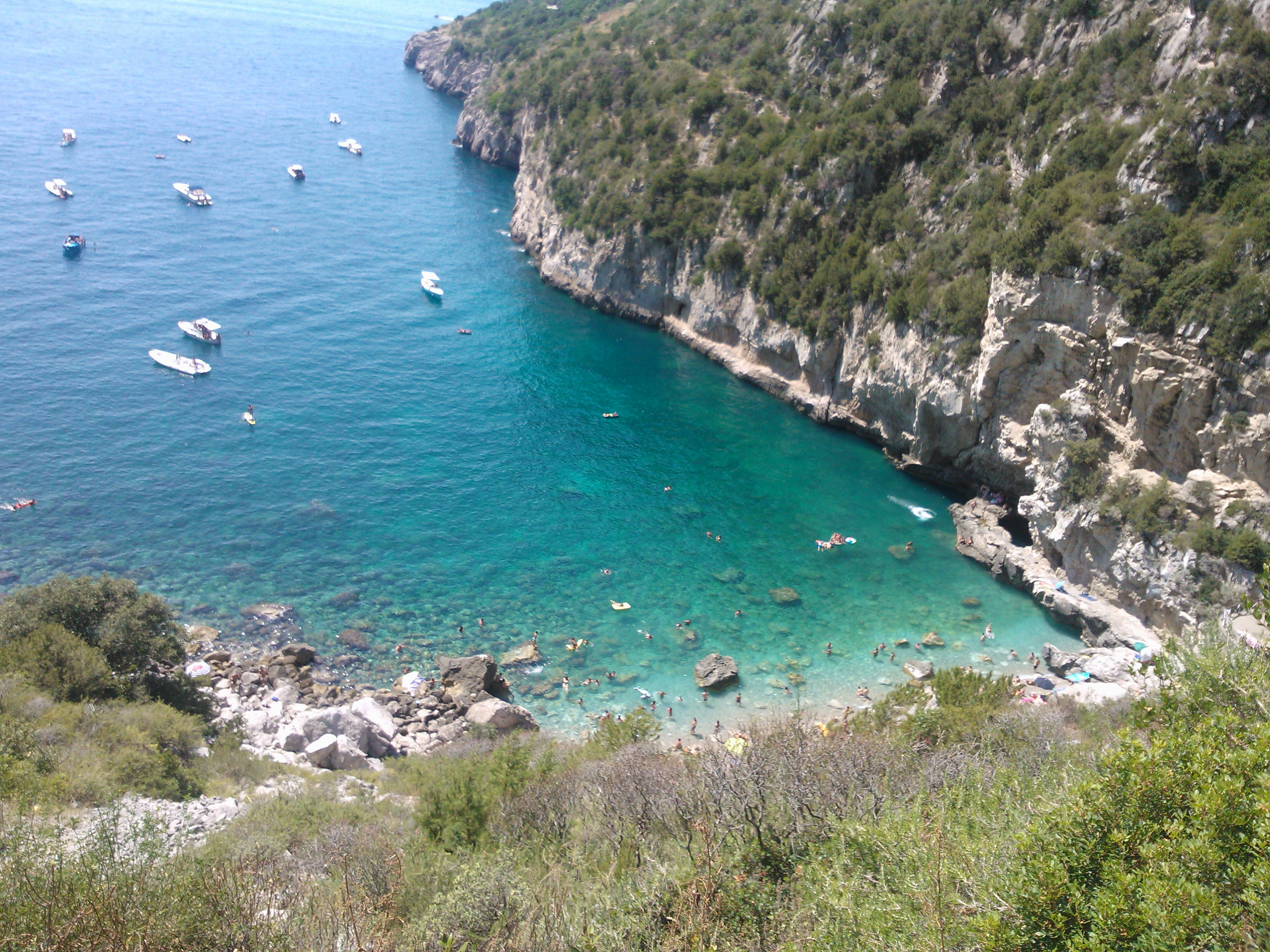
Cala de Mitigliano.
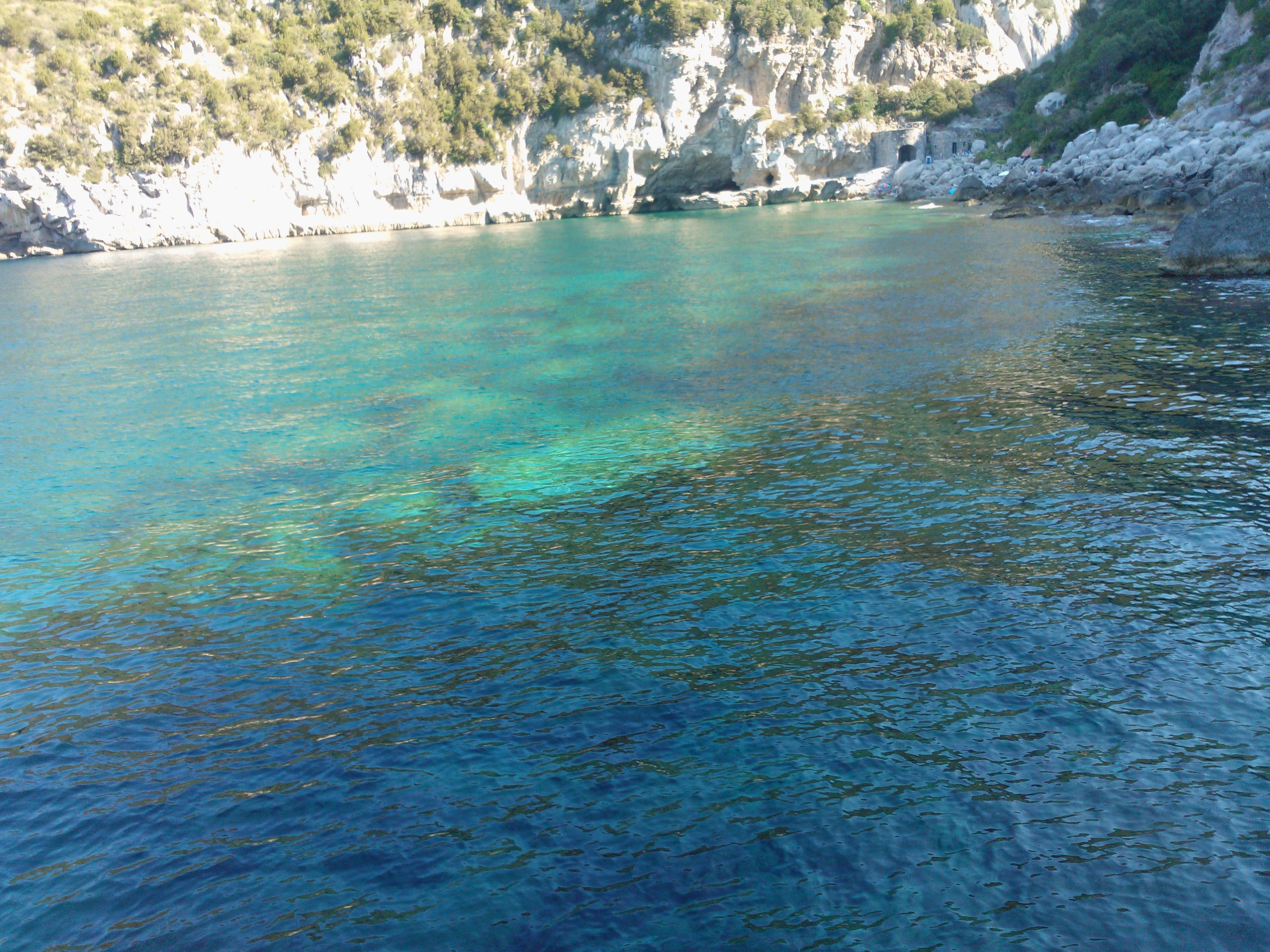
Cala de Mitigliano hacia Punta Campanella.
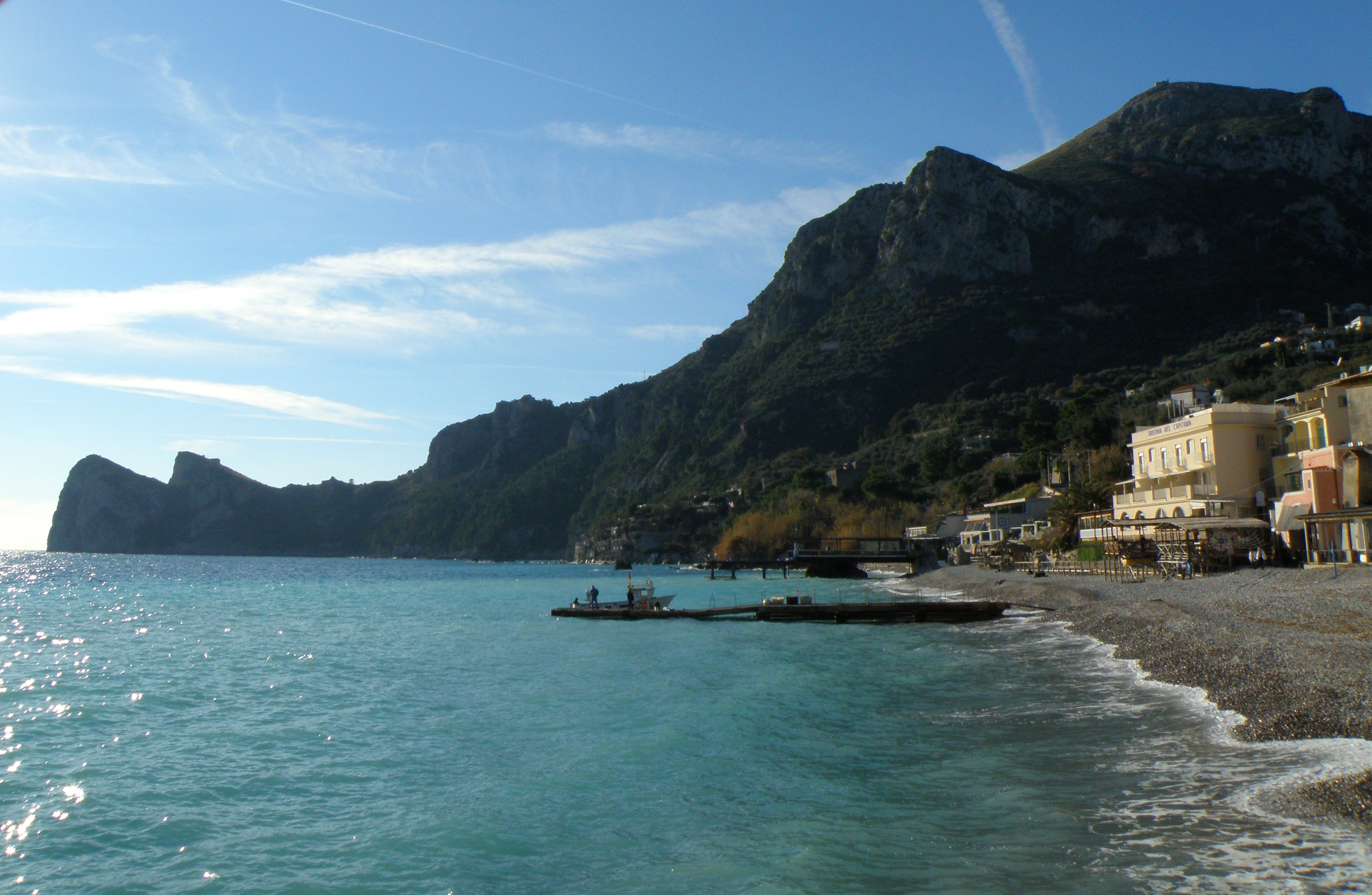
Marina del Cantone.
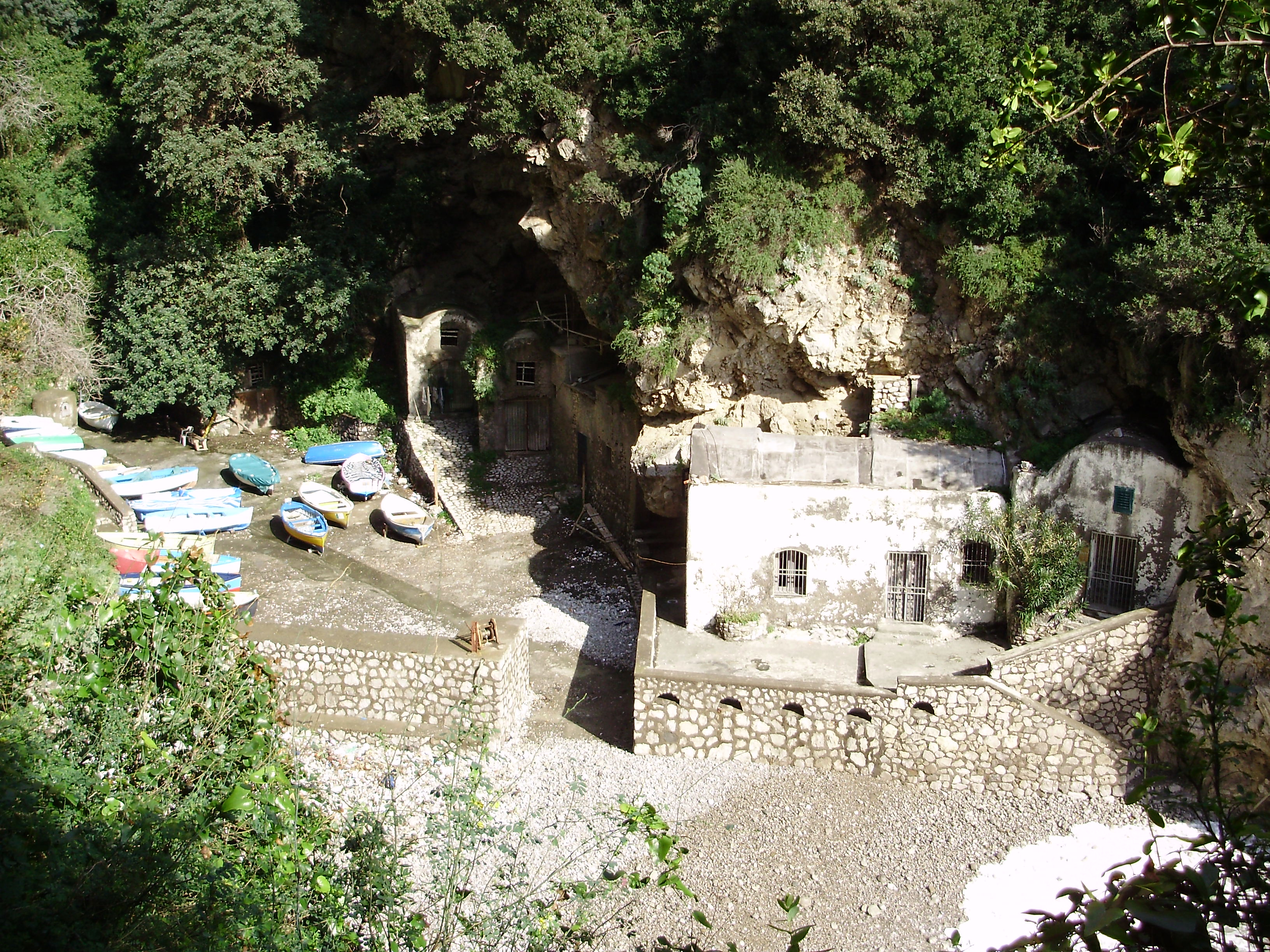
Marina de Torca.
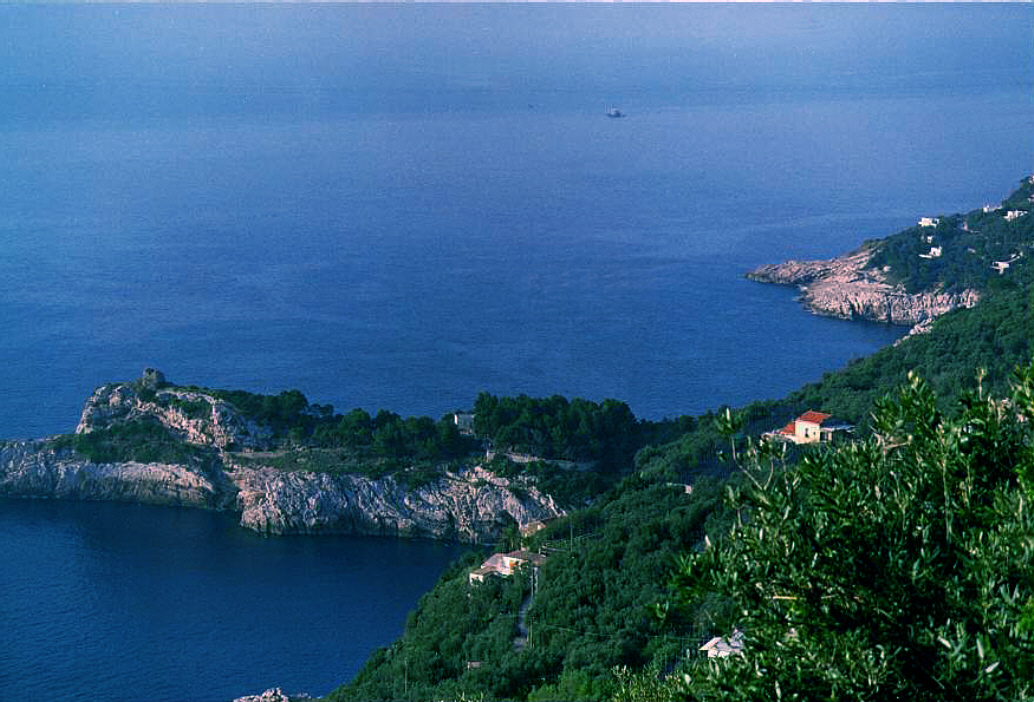
Punta San Lorenzo.
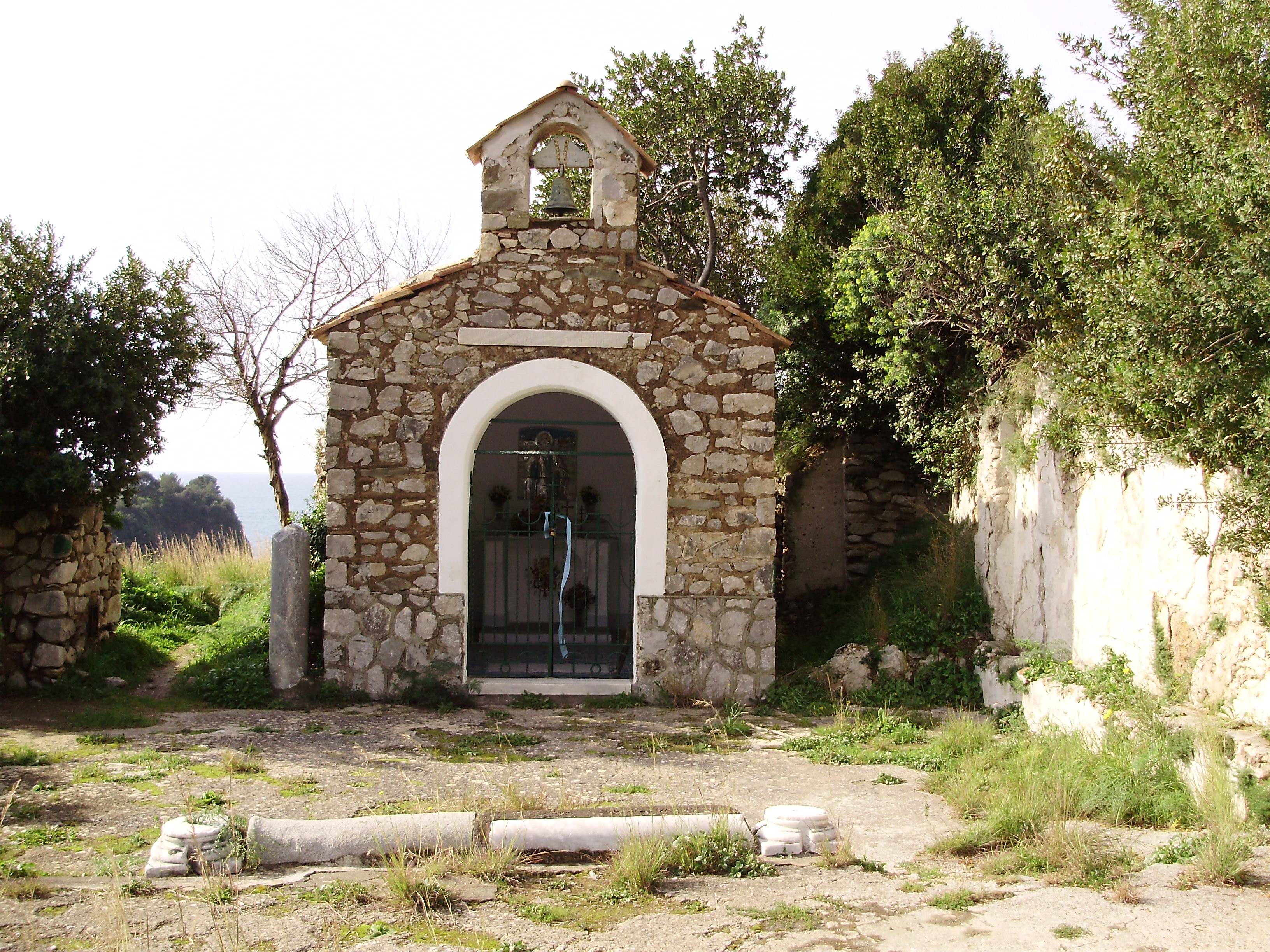
Restos de la abadía de San Pietro a Crapolla.
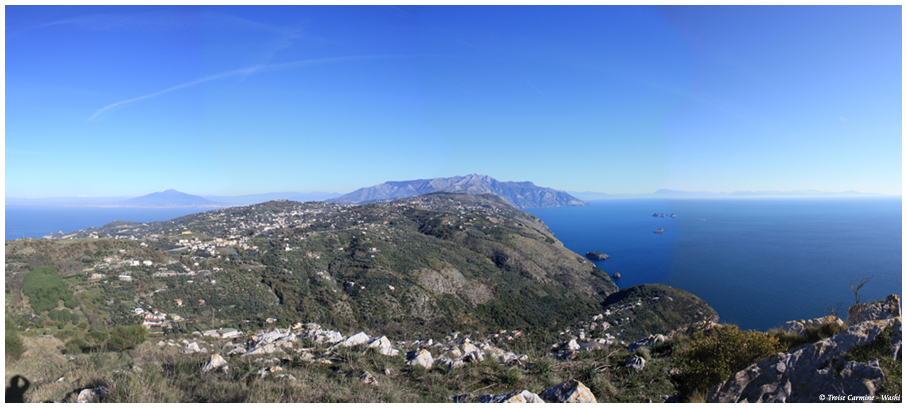
Fracción de Termini.
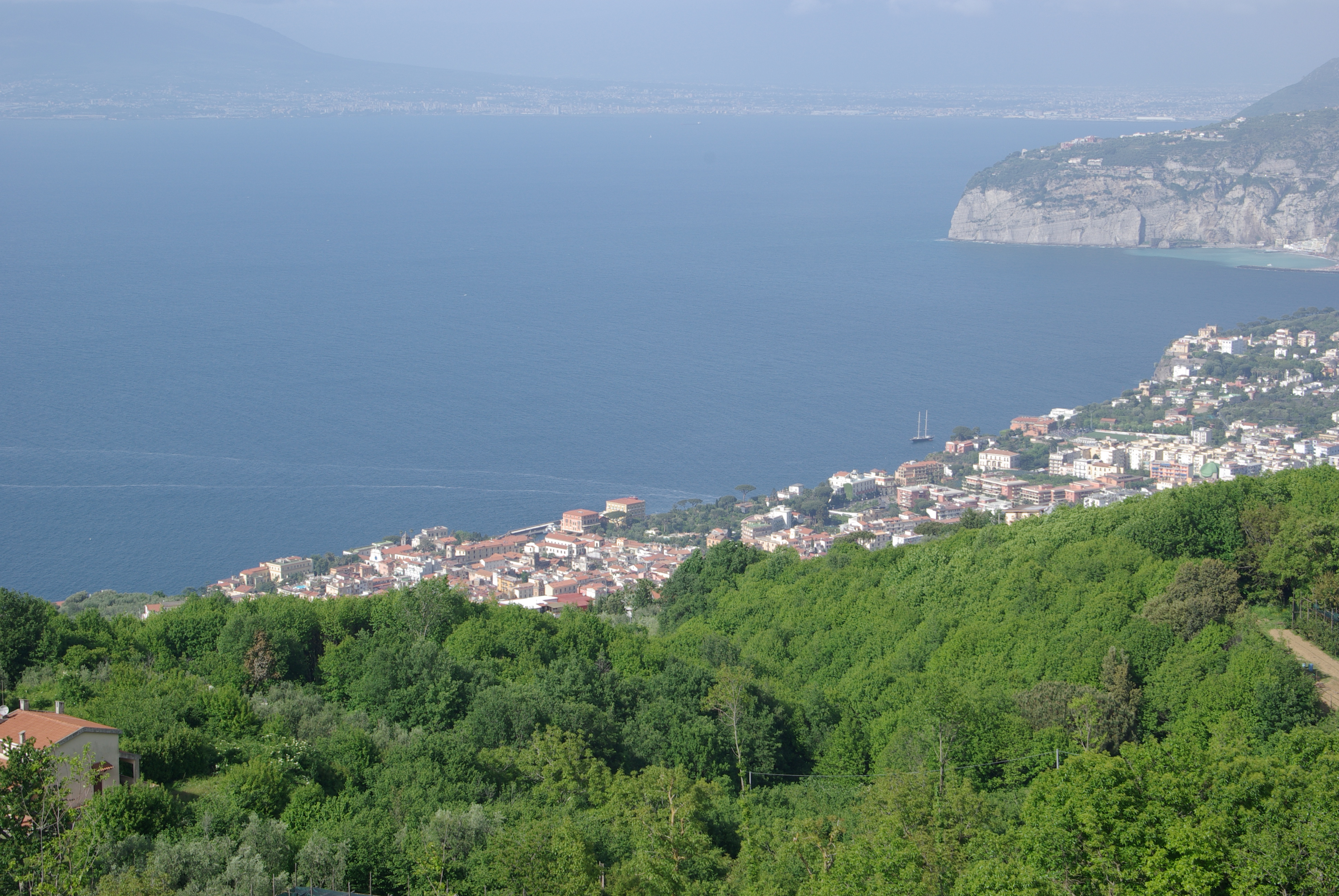
Fracción de Sant'Agata sui Due Golfi.
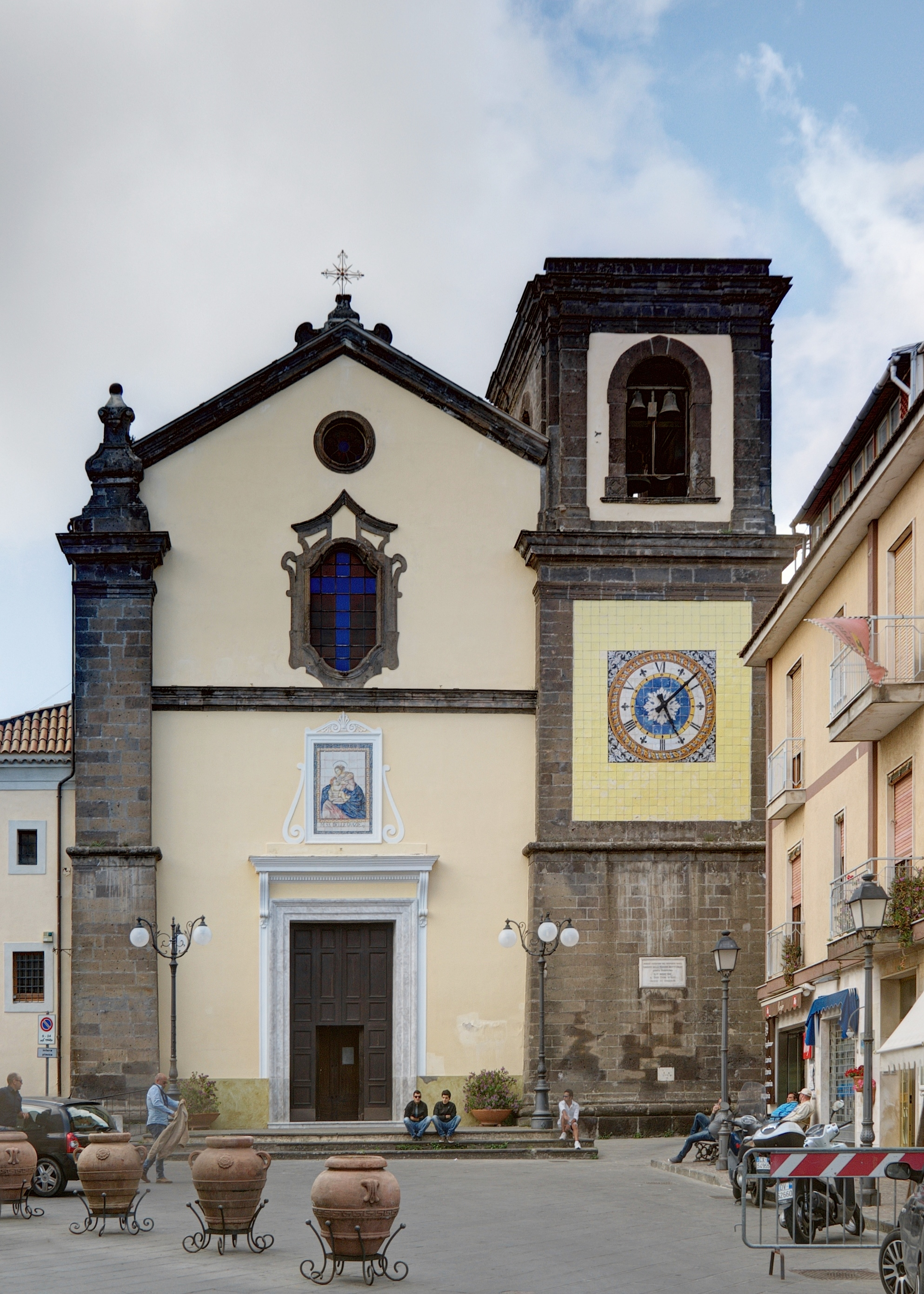
Iglesia en Sant'Agata sui Due Golfi.
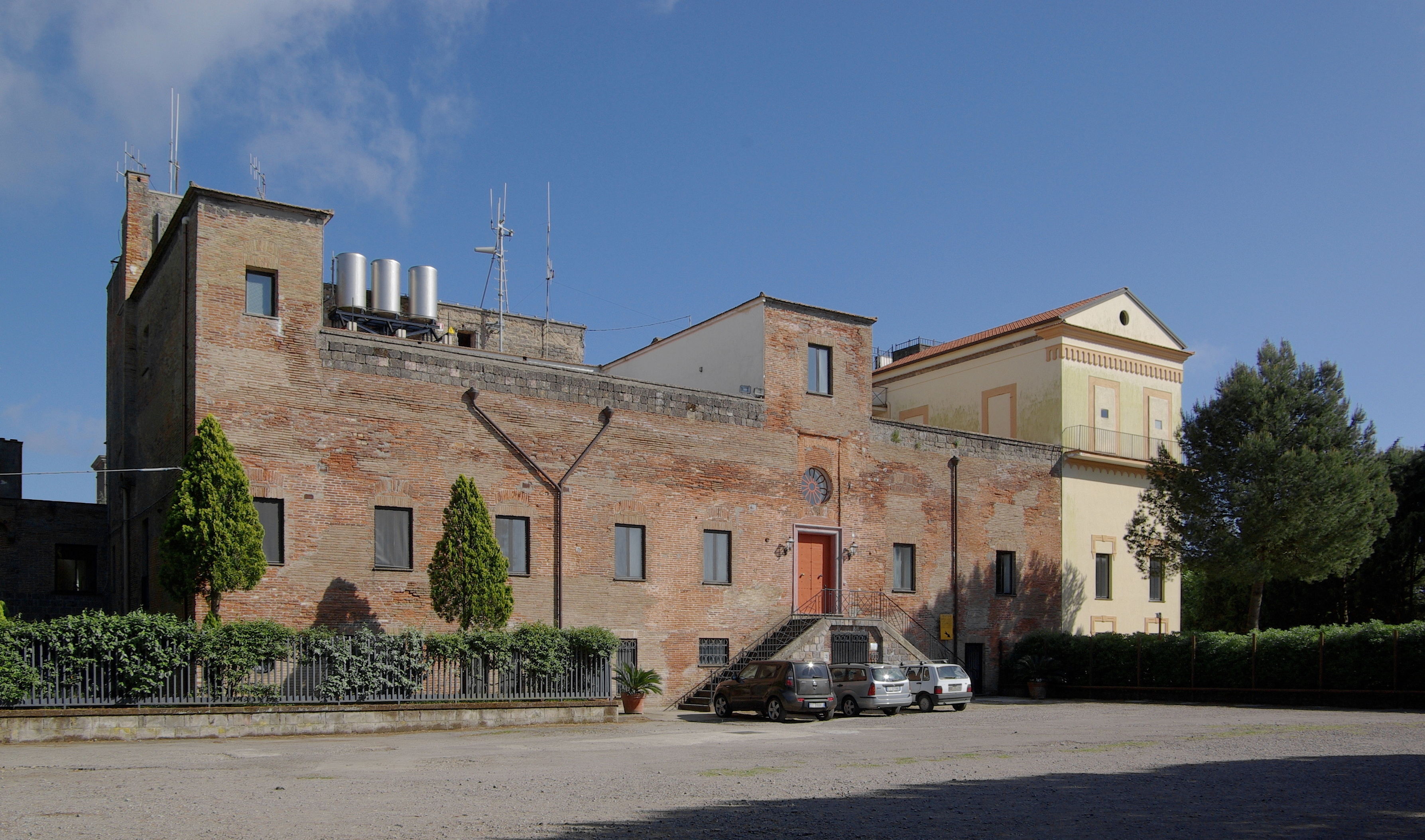
Monasterio del Desierto.
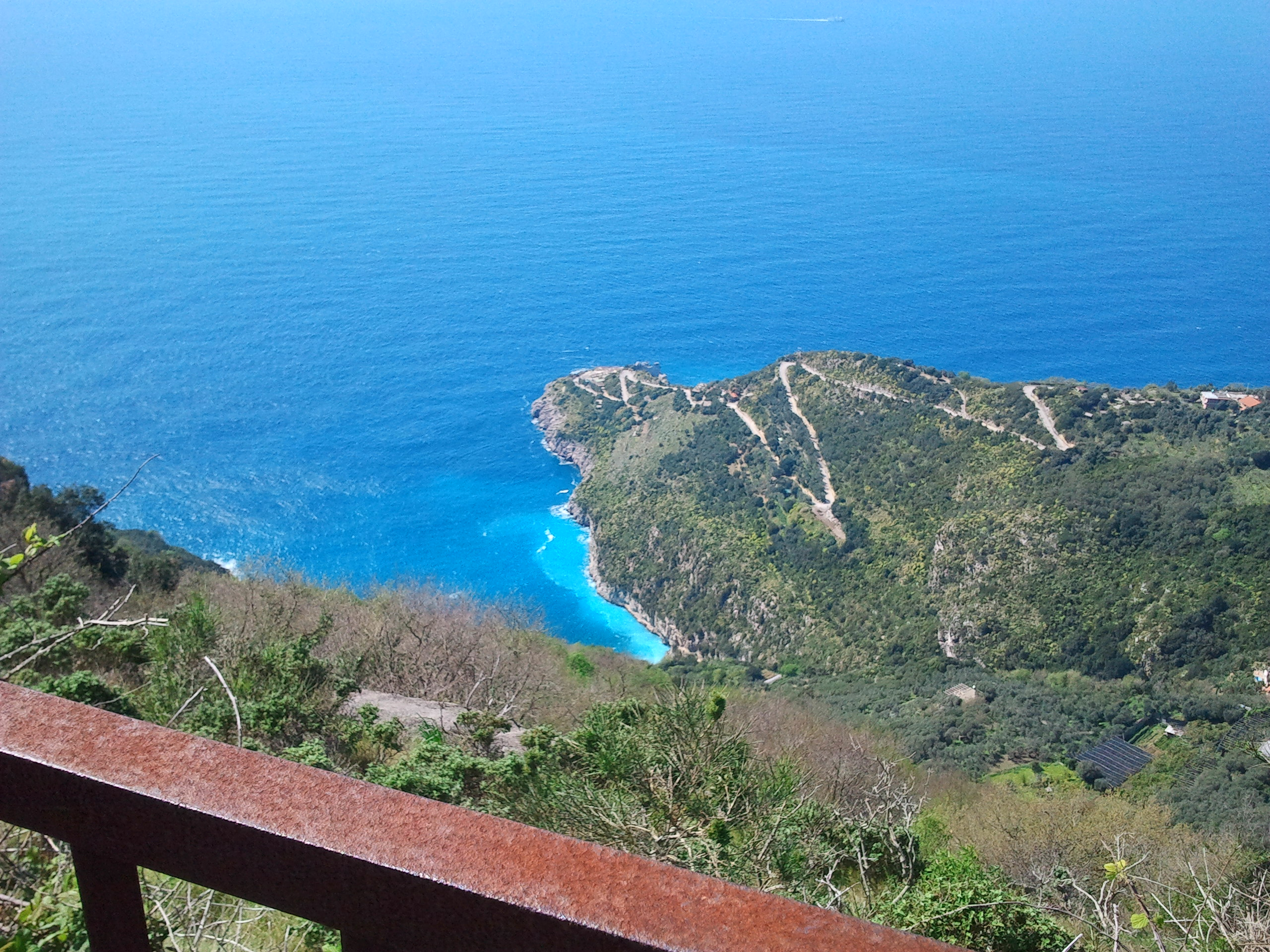
Bahía de las Sirenas.

## Evolución demográfica
| Gráfica de evolución demográfica de Massa Lubrense entre 1861 y 2011 |
|                                                                      |
| Fuente ISTAT - elaboración gráfica de Wikipedia                      |